# Pocket Cube

Animatie van een Pocket Cube

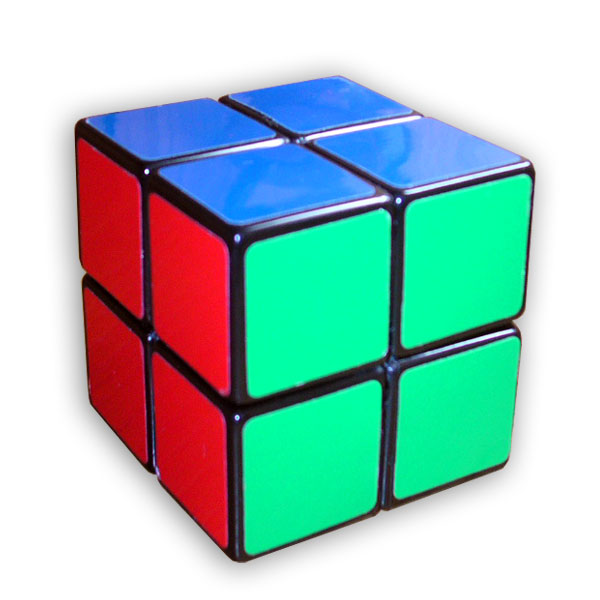
Een opgeloste Pocket Cube

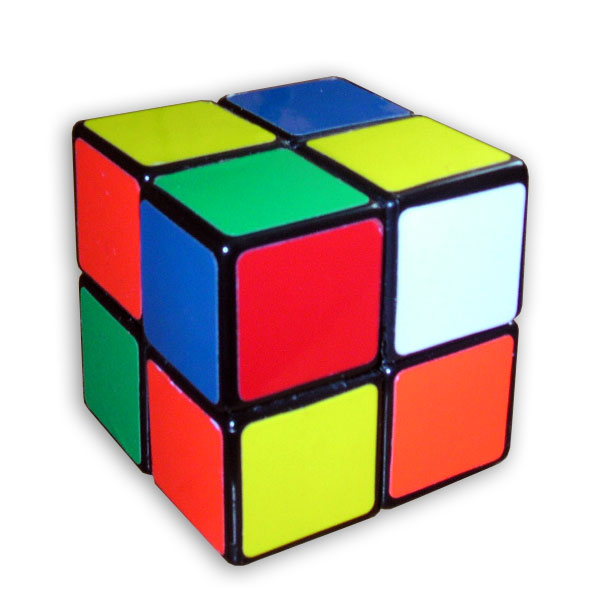
Een onopgeloste Pocket Cube

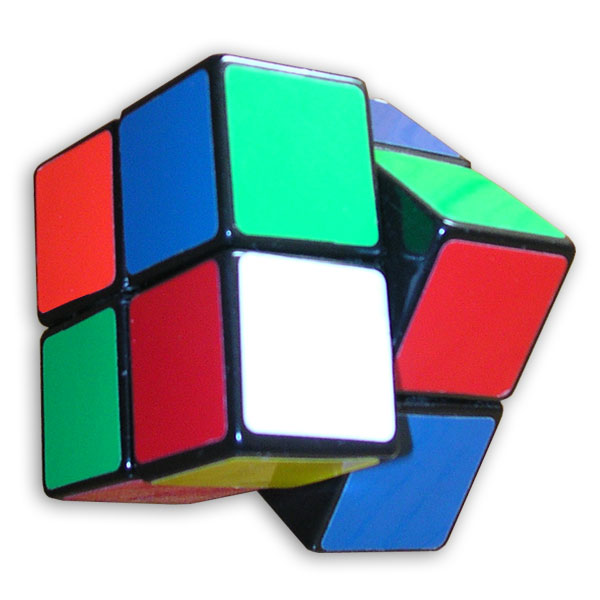
Een gedraaide Pocket Cube

De Pocket Cube is de 2×2-variant op de Rubiks kubus. De kubus bestaat uit acht hoekstukken.
(De normale kubus wordt ook wel 3×3 genoemd.)

## Permutaties
Elke permutatie van de acht hoekstukken is mogelijk (acht posities) en zeven van de hoekstukken kunnen onafhankelijk van elkaar gedraaid worden (37 posities). De oriëntatie van de kubus is niet van belang, waardoor het aantal posities met een factor 24 wordt verminderd. Dit is het aantal vlakjes: 6 × 4 = 24. Het aantal mogelijke posities van de kubus is nu:
{\displaystyle {\frac {8!\,3^{7}}{24}}=7!\,3^{6}=3\,674\,160}
Aangezien 8 × 3 24 maakt, 37 gelijk is aan 3 × 36 en 8! hetzelfde is als 8 × 7!, kan de bovenstaande formule worden vereenvoudigd, zoals hierboven is weergegeven. 
Het aantal draaiingen dat benodigd is om de kubus op te lossen, is maximaal elf volledige draaiingen of maximaal veertien kwartslagdraaiingen. Een optimale oplossing (met zo weinig mogelijk draaiingen) kan worden gevonden door een computer met een brutekracht-algoritme.
Het aantal posities f waarbij n volledige draaiingen nodig zijn en het aantal posities q waarbij n kwartslagdraaiingen nodig zijn, is hieronder te vinden:
| n | f       | q      |    | n         | f         | q |
| 0 | 1       | 1      | 8  | 870 072   | 114 149   |   |
| 1 | 9       | 6      | 9  | 1 887 748 | 360 508   |   |
| 2 | 54      | 27     | 10 | 623 800   | 930 588   |   |
| 3 | 321     | 120    | 11 | 2644      | 1 350 852 |   |
| 4 | 1847    | 534    | 12 |           | 782 536   |   |
| 5 | 9992    | 2256   | 13 |           | 90 280    |   |
| 6 | 50 136  | 8969   | 14 |           | 276       |   |
| 7 | 227 536 | 33 058 |    |           |           |   |

## Oplossing
Voor de notatie kijk bij het artikel Rubiks kubus.
De 2x2x2 is moeilijker op te lossen dan het lijkt, maar het is te doen met twee algoritmen.
De eerste laag is vooral intuïtie.
Voor de tweede zijn twee algoritmen nodig, te weten:
OLL (oriëntatie van laatste laag):
Dan het witte vlak (zodra deze uit vier vlakjes bestaat) onder doen en deze draaiingen uitvoeren, aldus:
R U R' U R U2 R' (dit moet mogelijk meerdere keren worden gedaan).
Op het moment dat één hoek de gele kleur is zet deze linksonder. Als een streep (twee aanliggende gele vlakken direct tegen elkaar) geel is, dan zet deze dan rechts. Wanneer twee gele vlakjes diagonaal zijn gepositioneerd, dan maakt het niet uit welk vlakje linksonder wordt georiënteerd.
Doe het algoritme nogmaals (maximaal twee keer en het gehele vlak is geelgekleurd).
PLL (permutatie van de laatste laag):
Kijk of twee aanliggende vlakken hetzelfde zijn en houdt de kubus zodanig dat deze vlakken naar achteren wijzen. Wanneer geen twee aanliggende vlakken hetzelfde zijn, maak dan alsnog de onderstaande draaiingen, maar dan waarschijnlijk een keer extra.
Maak de volgende draaiingen:

R' F R' B2 R F' R' B2 R2

De kubus zou nu opgelost moeten zijn. Als blijkt dat de onderzijde met het witte vlak onder nog niet is opgelost, dan moet men de bovenstaande serie draaiingen nogmaals doen maar dan met de witte laag boven. Wanneer twee vlakjes dezelfde kleur hebben, moeten deze naar achteren wijzen.

## Records
Het wereldrecord voor het snelst oplossen van de Pocket Cube in een competitie is in handen van de Chinees Guanbo Wang, die de kubus in 2022 in 0,47 seconde oploste.